# Jack LaLanne
Francois Henri "Jack" LaLanne (/lə'leɪn/ 26 tháng 9, 1914 – 23 tháng 1, 2011) là một chuyên gia về thể dục, thể hình, dinh dưỡng và diễn giả truyền cảm hứng thường được biết đến với biệt danh "Godfather of Fitness" và "First Fitness Superhero".